# Henry-Daniel Reymond
Henry-Daniel Reymond (* 14. Juli 1956) ist ein ehemaliger Schweizer Radrennfahrer und nationaler Meister im Radsport.

## Sportliche Laufbahn
Reymond war Bahnradsportler und auch im Strassenradsport aktiv. 1972 siegte er in der Schweizermeisterschaft im Strassenrennen der Junioren. 1973 gewann er, noch als Jugendfahrer, die nationale Meisterschaft im 1000-Meter-Zeitfahren vor dem Favoriten Xaver Kurmann. 1974 verteidigte er den Titel vor Christian Brunner und gewann auch die Meisterschaft im Sprint. 1975 holte er erneut den Titel im Zeitfahren vor Hans Ledermann. Er startete bei den Bahnradsport-Weltmeisterschaften 1974.